# Stylomesus hexapodus
Stylomesus hexapodus is een pissebed uit de familie Ischnomesidae. De wetenschappelijke naam van de soort is voor het eerst geldig gepubliceerd in 2004 door Wiebke Brökeland & Angelika Brandt.